# Tysslinge, Södertälje kommun
Tysslinge är en bebyggelse sydost om Södertälje i Östertälje socken i Södertälje kommun. Från 2023 avgränsar SCB här en småort.